# 血房地图

血房地图开放版截图

血房地图是一份标注中国大陆所发生的强拆事件发生地的电子地图。这个地图是2010年10月8日，网民在新浪微博发起的，目前位于Google地图。该地图的版本分为「开放版」、「整理版」和「新手上路版」三种。
开放版设计为所有网友均能标注，为便于不会标注地图以及没有Google账号的网友提供信息，地图提供了问卷版信息收集，协作者在收到信息后将会帮助把信息标注在地图上。
整理版是经过信息确认的地图，上榜标准为经过正规媒体报道，确认了暴力拆迁事实的强拆案件，下榜标准为媒体报道拆迁案件完美解决，被拆迁户获得道歉，或者媒体公开报道事件有误。并且按地图的计划，造成命案的拆迁事件将永不下榜。到目前为止，还未有一起案件下榜。
「新手上路版」10月28日上线。此版地图上的信息并不具备权威意义或可信度，而是用于不熟悉地图使用的协作者练习，而减少因操作失误造成的信息错误。
发起者发起标注血房地图活动的目的在于「记录下近年来的强拆案件，提醒人们，拒绝购买在非法、反人性的基础上建造起来的新房」。自其发布之后两周的时间内，该地图已经拥有接近4万次访问量。至10月26日晚，访问量已超过21万。一些网站和新闻机构也对该事件进行了报道。

## 地区统计
截止2010年11月7日,根据「血房地图整理版」的信息，中国大陆各省（市、自治区）收录的强拆案件数目如下统计：
| 省级行政区 | 案件数 | 省级行政区 | 案件数 |
| ---------- | ------ | ---------- | ------ |
| 北京       | 7      | 天津       | 0      |
| 河北       | 5      | 山西       | 1      |
| 内蒙古     | 2      | 辽宁       | 4      |
| 吉林       | 4      | 黑龙江     | 3      |
| 上海       | 1      | 江苏       | 14     |
| 浙江       | 3      | 安徽       | 5      |
| 福建       | 1      | 江西       | 2      |
| 山东       | 2      | 河南       | 5      |
| 湖北       | 1      | 湖南       | 2      |
| 广东       | 4      | 广西       | 2      |
| 海南       | 0      | 重庆       | 0      |
| 四川       | 3      | 贵州       | 2      |
| 云南       | 4      | 西藏       | 0      |
| 陕西       | 4      | 甘肃       | 0      |
| 青海       | 0      | 宁夏       | 2      |
| 新疆       | 3      | 香港       | 0      |
| 澳门       | 0      |            |        |

## 记录著名案件

### 山西古寨村拆迁致死案
2010年10月30日山西古寨村村民孟福贵在一所待拆房屋内被人入室打死，房主武文元也被人打成伤。再此之前，拆迁人员与武文元、孟福贵做过拆迁工作，但因赔偿款商议有较大分歧而未达成协议。怕有人半夜偷拆房，武文元和孟福贵住在一起看房，但凌晨2时许被破窗而入的十余名持木棍男子围殴，并拖至路边。

### 成都唐福珍自焚案
2009年11月13日,成都市金牛区天回乡金华村人唐福珍以死抵抗对她家一幢三层小楼的拆除，屡次交涉不得后自焚。并于事件发生16天后医治无效身亡。事后唐福珍的行为被政府部门定性为「暴力抗法」，引起了网络上的激烈争论。

### 宜黄钟家拆迁案
2010年9月10日，江西省宜黄县凤冈村钟家因拆迁引起自焚，三人被烧成重伤送往医院，其中一人叶忠诚8天后因为伤势过重死亡。钟家姐妹钟如翠、钟如九欲进京上访，受到当地政府各种阻挠。钟如九通过媒体和新浪微博发布事件进展并求救，一时间受到媒体和舆论的广泛关注。

## 标记含义
在「血房地图」上：
- 标记为「i」表示该强拆事件尚未经过正规媒体报道证实；
- 「火焰」标记表示此处有自焚事件发生；
- 「床」标记表示有人在强拆中死亡；
- 「火山」标记表示有群体性事件发生。

总体而言，标记并无规定的含义，标注网友可以根据个人喜好选择合适的标记。